# Clemens Bachofen von Echt
Clemens Maximilian Antonius Bachofen von Echt (10. května 1819 Oelde ve Vestfálsku – 30. října 1886 Praha) byl rakouský a český podnikatel a politik německé národnosti, v 2. polovině 19. století poslanec Říšské rady.

## Biografie
Narodil se ve Vestfálsku do šlechtického rodu Bachofenů z Echtu. Roku 1840 přesídlil do Čech. Založil továrnu na škrob, později se podílel na vedení několika cukrovarů, přičemž dva z nich (Líbeznice a Nové Dvory) byly od roku 1854 v jeho majetku. Byl veřejně a politicky aktivní.
V kostele svatého Jakuba Většího na Zbraslavi se 18. července 1846 oženil s Malwinou Richterovou (1816–1893), sestrou podnikatele Antona Mansueta Richtera. Měli spolu pět dětí.
Od roku 1851 zasedal v pražské obchodní komoře. Líbeznický cukrovar vedl společně se svým bratrem, podnikatelem Karlem Adolfem Bachofenem von Echt. Od roku 1850 byl řádným členem c. k. vlastenecko-hospodářské společnosti.
Od doplňovacích voleb v roce 1861 zasedal na Českém zemském sněmu, kam byl zvolen za kurii městskou, obvod Varnsdorf. Volba Bachofena byla oznámena v dubnu 1861 poté, co v zemských volbách v roce 1861 původně zvolený poslanec Gustav Robert Groß ihned rezignoval. Později ve sněmu zasedal coby reprezentant kurie obchodních a živnostenských komor (obvod Praha). Roku 1863 koupil za 325.000 zlatých zemský statek Svinaře se Lhotkou v berounském okrese. Do sněmu tak se po krátké několikaměsíční přestávce vrátil v zemských volbách v březnu 1867, nyní již za velkostatkářskou kurii (nesvěřenecké velkostatky). V roce 1863 totiž koupil za 325 000 zlatých zemský statek Svinaře a Lhotka na Berounsku. Stranicky se profiloval jako německý liberál (takzvaná Ústavní strana, liberálně a centralisticky orientovaná, odmítající federalistické aspirace neněmeckých etnik). Později byl členem podobně orientované Strany ústavověrného velkostatku.
V zemských volbách v roce 1870, ve kterých představitelé ústavověrných politických kruhů neuspěli, zvolen nebyl, ale do sněmu se vrátil v zemských volbách v roce 1872, v nichž naopak byli poraženi federalističtí kandidáti. Opět zasedal v kurii velkostatkářské. Mandát obhájil v zemských volbách v roce 1878.
již od 60. letech 19. století se zapojil i do celostátní politiky. Zemský sněm ho v roce 1861 delegoval do Říšské rady (tehdy ještě volené nepřímo) za kurii měst a průmyslových míst. Znovu ve vídeňském parlamentu zasedal od roku 1867, nyní za velkostatkářskou kurii. Na poslanecký mandát rezignoval roku 1869.
Zemřel roku 1886 v Praze. Pohřben byl na Olšanských hřbitovech.